# Intento de asesinato de Donald Trump en Pensilvania
El intento de asesinato de Donald Trump en Pensilvania fue un intento de magnicidio ocurrido el 13 de julio de 2024 mientras el presidente de los Estados Unidos (en ese entonces expresidente) daba un discurso durante un mitin político en un recinto ferial en Butler, Pensilvania. Un tirador, identificado como Thomas Matthew Crooks, disparó contra Trump, al que hirió levemente en la oreja derecha. Las autoridades informaron que el agresor disparó desde una posición elevada con un fusil semiautomático AR-15 y fue abatido por un integrante del equipo de respuesta rápida del Servicio Secreto.
Trump fue herido por una bala en la parte superior de la oreja derecha antes de ser protegido por el Servicio Secreto y trasladado a un vehículo. Posteriormente, fue llevado al hospital, donde lo declararon en condición estable. Las autoridades federales y locales indicaron que el sospechoso y un asistente del evento fallecieron, mientras que otros dos asistentes resultaron con heridas graves.
El incidente está siendo investigado como un intento de asesinato. Es la primera vez que un presidente o candidato presidencial estadounidense resulta herido en un ataque armado desde que Ronald Reagan fue tiroteado en 1981.

## Antecedentes
El expresidente Donald Trump es el candidato republicano para las elecciones presidenciales de Estados Unidos de 2024. El mitin se llevó a cabo como parte de su campaña presidencial para las elecciones con el fin de lograr votos en el estado clave de Pensilvania. Los mítines de Trump son revisados para detectar armas y artículos prohibidos. El tiroteo ocurrió dos días antes de la Convención Nacional Republicana, celebrada el 15 de julio de 2024.

## El tiroteo
El 13 de julio, el día del intento de asesinato, Crooks compró una escalera de 1,5 metros (cinco pies) antes de conducir hasta el lugar de la manifestación por la mañana. Según ABC, un equipo de oficiales SWAT del condado de Beaver, encargado de apoyar al Servicio Secreto, había tomado su posición en el perímetro de seguridad a media mañana. Crooks abandonó el lugar de la manifestación y compró 50 rondas de municiones en una tienda de armas, antes de regresar a la manifestación a las 3:35 p.m. EDT, armado con su rifle y con un dispositivo explosivo en el maletero de su automóvil. Crooks no se sometió a un control de seguridad, ya que había estado fuera del perímetro de seguridad del Servicio Secreto durante la manifestación. Alrededor de las 3:50 p.m., Crooks voló un dron durante unos 11 minutos, mostrando la escena detrás de su eventual posición de disparo.
A las 4:26 p.m., un contrafrancotirador de la policía local terminó su turno y vio a Crooks alrededor del almacén más al sur de un complejo propiedad de AGR International, en el que se encontraban los contrafrancotiradores de la policía. El contrafrancotirador envió mensajes de texto a sus colegas sobre Crooks, señalando que podría saber sobre la presencia policial dentro del edificio. El New York Times describió retrospectivamente los mensajes de texto como sugiriendo que Crooks despertó sospechas de la policía más de 90 minutos antes del tiroteo. A las 5:14 p.m., uno de los contrafrancotiradores que aún estaban en el edificio vio a Crooks directamente debajo del almacén y lo fotografió. El contrafrancotirador lo vio "escudriñando" el techo del edificio y llevando un telémetro de golf, lo que alarmó particularmente a los oficiales. El contrafrancotirador envió mensajes de texto con imágenes de Crooks a otros miembros de las fuerzas del orden antes de salir a buscarlo y mantener contacto visual mientras llegaban los refuerzos. Crooks huyó de su posición y evadió una búsqueda a la que se unieron otros cuatro agentes de la policía local. Los agentes de la ley detectaron a Crooks entre 20 y 30 minutos antes del tiroteo. Varios agentes de la ley locales identificaron a Crooks y creyeron que podría haber estado actuando de manera sospechosa cerca de los detectores de armas con magnetómetro del evento; expresaron sus sospechas por radio, y el Servicio Secreto fue informado de ello en algún momento.
Trump llegó al escenario alrededor de las 6:03 p. m. y a las 6:05 p.m., comenzó a hablar. A las 6:06 p.m., Crooks escaló una unidad de aire acondicionado entre los edificios más septentrionales de AGR International para llegar al techo del complejo, en lugar de usar su escalera. Caminó a través de una serie de techos interconectados para llegar a su posición de disparo final en el techo más al 400 pies (120 metros) y 450 pies (140 metros) al norte del escenario del lugar. El edificio albergaba a tres francotiradores de la policía encargados de cubrir la manifestación, pero, debido a la escasez de personal, ninguno de ellos estaba en el techo. Varios transeúntes presenciaron a una persona en el techo con un rifle y alertaron a la policía sobre él minutos antes de que se dispararan contra Trump.

Diagrama ilustrativo de las ubicaciones de Trump, el perpetrador y el Equipo de Contraataque del Servicio Secreto.

Aproximadamente a las 6:11 p. m., hora del este, Crooks efectuó múltiples tiros con un fusil tipo AR-15 en un mitin de Donald Trump en Meridian, Pensilvania, seis minutos después del comienzo del discurso de Trump. Al menos tres manifestantes resultaron heridos, dejando a una persona muerta identificada posteriormente como Corey Comperatore, y dos en estado crítico. En las gradas izquierdas del lugar se veía sangre. 

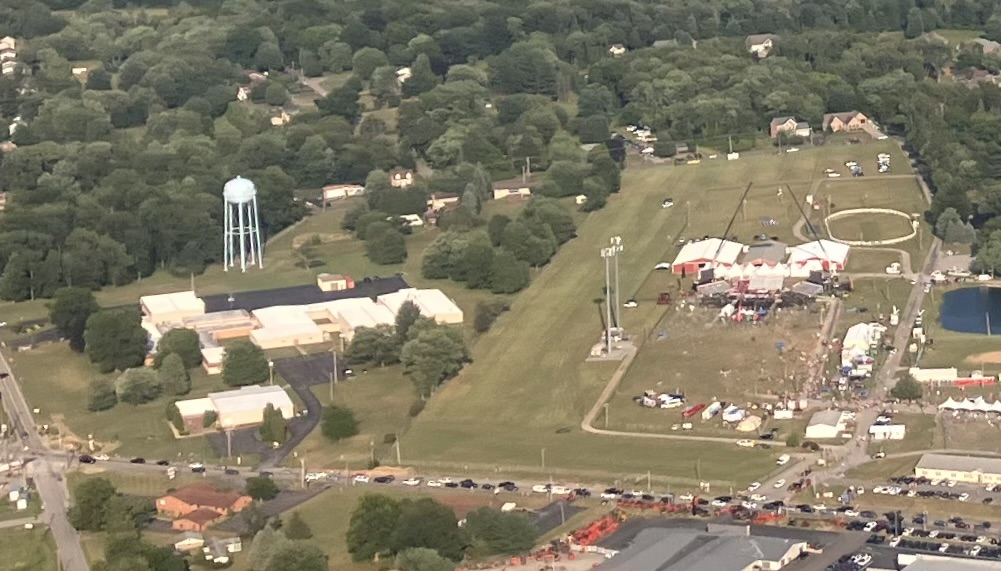
Fotografía aérea del recinto ferial el día del mitin. Se pueden apreciar el cobertizo donde se ubicó el perpetrador (izquierda) y el escenario donde se presentó Trump (derecha).

Los agentes del Servicio Secreto se abalanzaron hacia Trump y lo protegieron. Después de unos 25 segundos en el suelo, se levantó y, con sangre en el rostro, levantó y agitó el puño hacia la multitud. Posteriormente fue escoltado a un vehículo. Un portavoz del Servicio Secreto confirmó que «ocurrió un incidente» y afirmó que Trump estaba «a salvo». Poco después Trump fue examinado en un centro médico local, según el portavoz de la campaña, Steven Cheung, quien también afirmó que Trump se encontraba «bien». Trump declaró más tarde en Truth Social que «recibió un disparo que atravesó la parte superior de [su] oreja derecha».

## Secuelas
Después del tiroteo, Trump hizo una declaración en Truth Social, donde agradeció a las fuerzas del orden y al Servicio Secreto y ofreció sus condolencias a las familias de la persona muerta y de la persona herida. Al relatar los hechos, dijo: «Es increíble que un acto así pueda tener lugar en nuestro país. No se sabe nada en este momento sobre el tirador, que ahora está muerto. Me dispararon con una bala que atravesó la parte superior de mi oreja derecha. Supe inmediatamente que algo andaba mal porque escuché un zumbido, disparos e inmediatamente sentí que la bala atravesaba la piel y sangraba mucho, entonces me di cuenta de lo que estaba pasando».
Poco después se difundió en las redes sociales una imagen de un Trump ensangrentado levantando el puño en el aire, tomada por Evan Vucci de Associated Press. Politico lo llamó «una oportunidad para promocionar teorías de conspiración y avivar las tensiones políticas» por parte de muchos, y observó un uso posterior y generalizado en puestos de sus aliados más destacados, incluido el Comité Senatorial Nacional Republicano. Benjamin Wallace-Wells de The New Yorker dijo que «ya es la imagen indeleble de nuestra era de crisis y conflicto políticos». Analizó que «algunos de los elementos de la imagen de Vucci son familiares de los innumerables otros de Trump» y concluyó que «es una imagen que lo captura como a él le gustaría que lo vieran, tan perfectamente, de hecho, que puede durar más que todo el resto».

## Reacciones

### Nacionales
El expresidente de los Estados Unidos, Joe Biden, recibió información sobre el incidente. Posteriormente expresó un comunicado mediante su cuenta personal de X repudiando el atentado.
El expresidente Barack Obama ha declarado en X que «no hay lugar para la violencia en nuestra democracia».
El expresidente George W. Bush afirmó que: «Laura (su esposa) y yo estamos agradecidos de que el presidente Trump se encuentre a salvo tras el cobarde ataque contra su vida. Y felicitamos a los hombres y mujeres del Servicio Secreto por su rápida respuesta».

### Internacionales
- Alemania: el canciller Olaf Scholz, a través de un mensaje por X, condenó el atentado señalando: «el ataque al candidato presidencial estadounidense Donald Trump es despreciable (…). Mi pensamiento también está con todos los afectados por el ataque. Estos actos de violencia amenazan la democracia.»[49]
- Australia: el primer ministro Anthony Albanese condenó el tiroteo, diciendo que "no había lugar para la violencia en el proceso democrático" y añadió que se sentía aliviado al saber que Trump estaba a salvo.[50]
- Argentina: el presidente Javier Milei, a través de un comunicado por X, expresó «su más enérgico repudio» al intento de asesinato, afirmando que «la bala que rozó su cabeza no es solo un ataque a la democracia, sino a todos aquellos que defendemos y habitamos un mundo libre (...)».[51] La expresidenta Cristina Fernández de Kirchner también condenó el atentado.[52]
- Bolivia: el presidente Luis Arce condenó el atentado y afirmó que «a pesar de nuestras profundas diferencias ideológicas y políticas, la violencia, venga de donde venga, debe ser rechazada siempre por todas y todos».[53][54] Otras figuras políticas como Evo Morales, Tuto Quiroga, Jeanine Áñez y Manfred Reyes Villa también condenaron el ataque.[55][56]
- Brasil: el presidente Luiz Inácio Lula da Silva afirmó que «el atentado tiene que ser repudiado vehementemente por todos los defensores de la democracia y del diálogo en la política». Poco antes, su antecesor Jair Bolsonaro manifestó igualmente en las redes sociales su solidaridad.[48]
- Canadá: el primer ministro Justin Trudeau expresó su solidaridad a través de X, donde señaló: «me siento asqueado por el tiroteo contra el expresidente Trump. No es posible decirlo más veces: la violencia política nunca es aceptable».[57]
- Chile: el presidente Gabriel Boric condenó en nombre del país y «sin matices» el atentado, declarando a través de X que «la violencia es una amenaza para las democracias y debilita nuestra vida en común».[58]
- Colombia: el presidente Gustavo Petro condenó en su cuenta de X el atentado diciendo textualmente: «se debe condenar todo ataque a la democracia».[59] Los expresidentes Andrés Pastrana, Álvaro Uribe, Juan Manuel Santos e Iván Duque condenaron el ataque a través de la misma plataforma.[60]
- El Salvador: el presidente Nayib Bukele, a través de un comunicado en X, condenó categóricamente el atentado, y expresó que «El Salvador reafirma su compromiso a los principios democráticos y se solidariza con los Estados Unidos ante este ataque».[61]
- España: el rey Felipe VI, a través de una carta, condenó el atentado y expresó su apoyo a Donald Trump: «quiero expresar mi enérgica condena ante la violencia, más aún contra valores de la democracia».[62]
- Guatemala: el presidente Bernardo Arévalo, a través de un comunicado por X, aclaró que «el camino de la violencia no es el camino de la democracia. Lamento y condeno el atentado sufrido por el candidato Trump en Estados Unidos, y espero su pronta recuperación».[63]
- Hungría: el primer ministro Viktor Orbán reaccionó en su cuenta de X declarando que «mis pensamientos y oraciones están con el presidente Donald Trump en estas horas oscuras».[47]
- India: el primer ministro Narendra Modi condenó enérgicamente el incidente, afirmando que "la violencia no tiene cabida en la política y las democracias" y deseó a Trump una pronta recuperación.[64]
- Israel: el primer ministro Benjamín Netanyahu expresó su repudio al atentado a Trump mediante un comunicado.[48]
- México: el presidente Andrés Manuel López Obrador repudió el atentado afirmando que «sea como sea reprobamos lo sucedido al expresidente Donald Trump. La violencia es irracional e inhumana».[65]
- Nueva Zelanda: el primer ministro Christopher Luxon dijo que estaba conmocionado al enterarse de lo ocurrido, y añadió que "ningún país debería enfrentarse a semejante violencia política".[66]
- Paraguay: el presidente Santiago Peña repudió el atentado mediante un comunicado.[67]
- Panamá: el presidente José Raúl Mulino condenó los eventos ocurridos el día 13 de julio de 2024 contra el expresidente Donald Trump en su cuenta personal de X.[68]
- Perú: la presidenta Dina Boluarte, «enérgicamente condena» el ataque contra el expresidente estadounidense. Asimismo, el Ministerio de Relaciones Exteriores, a través de un comunicado, espera la pronta recuperación tanto de él como de las personas que resultaron heridas.[69]
- Reino Unido: el primer ministro Keir Starmer declaró a través de X sentirse «consternado por las impactantes imágenes del mitin del expresidente Trump», agregando que «cualquier forma de violencia política no tiene cabida en nuestras sociedades».[70]
- Rusia: el portavoz del Kremlin, Dmitri Peskov, condenó el atentado contra Donald Trump y ha asegurado que «era obvio para todos los observadores externos que su vida estaba en peligro».[71]
- Santa Sede: a través de su oficina de prensa, la Santa Sede mostró su preocupación por lo ocurrido, adhiriéndose al comunicado de los obispos estadounidenses, y afirmando que este episodio de violencia «hiere a las personas y a la democracia, provocando sufrimiento y muerte». Al mismo tiempo aseguró su oración «por América, por las víctimas y por la paz en el país, para que las razones de los violentos nunca prevalezcan».[72]
- Turquía: el presidente Recep Tayyip Erdoğan repudió el atentado mediante un comunicado.[73]
- Uruguay: el presidente Luis Lacalle Pou condenó los hechos acaecidos a través de un comunicado.[74]
- Venezuela: el presidente Nicolás Maduro repudió el atentado expresando que «hemos sido adversarios, pero le deseo al expresidente Donald Trump, salud y larga vida».[75]

### Organizaciones internacionales
- Organización de las Naciones Unidas: Antonio Guterres, secretario general de la ONU, deseó una pronta recuperación al expresidente Trump y condenó «inequívocamente» el atentado, al que consideró como un acto de violencia política.[76]
- Organización del Tratado del Atlántico Norte: Jens Stoltenberg, secretario general de la OTAN, solidarizó con el expresidente Trump tras el intento de asesinato, condenando enérgicamente el ataque y reafirmando el compromiso de la OTAN y sus aliados con la defensa de la libertad y los valores democráticos.[77]
- Unión Europea: Ursula von der Leyen, presidenta de la Comisión Europea, expresó su profunda conmoción por el tiroteo en el mitin de campaña de Donald Trump, le deseó una pronta recuperación y expresó sus condolencias a la familia de la víctima. Destacó que la violencia política no tiene lugar en una democracia.[78]

## Tiroteo en el Trump International Golf Club
El 15 de septiembre de 2024 se registró un tiroteo en el campo de golf de Trump, ubicado en las cercanías de Mar-a-Lago, en la ciudad de West Palm Beach, Florida. Los servicios de seguridad reportaron que el personal del Servicio Secreto detectó un rifle AK-47 apuntando a través de unos arbustos, ubicados a unas 400 yardas (365,8 m) de donde se encontraba jugando Trump. Tras esto, se registraron disparos por parte de los agentes que terminaron con la huida del tirador en un SUV, quien dejó caer el arma junto con dos mochilas y una cámara de acción. El tirador fue arrestado posteriormente, mientras que Trump comunicó a través de un correo electrónico que se encontraba "sano y salvo". El FBI investiga el hecho como un aparente segundo intento de asesinato.